# Ashcroft Technology Academy

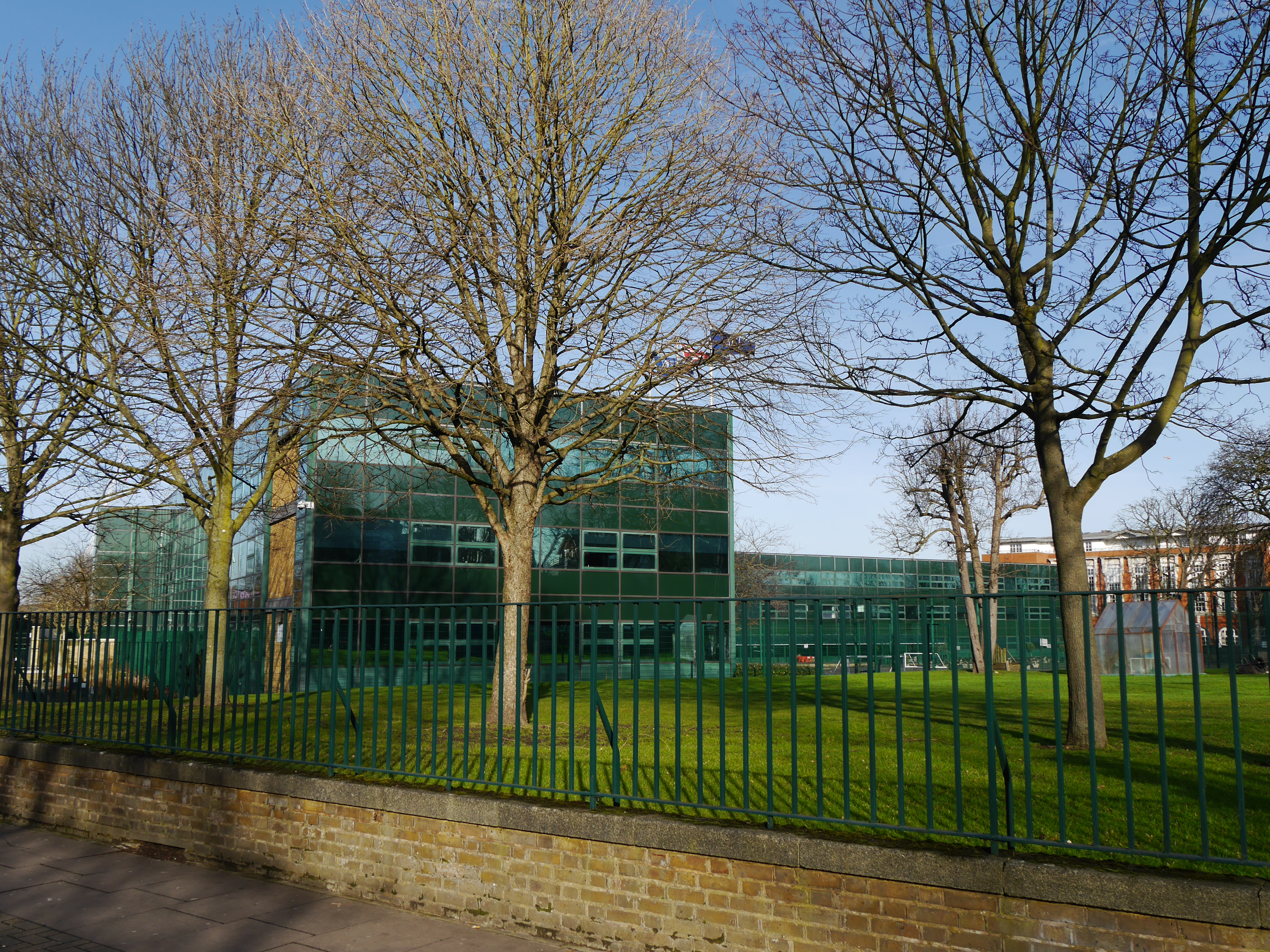
Ashcroft Technology Academy, London, Januar 2015

Die Ashcroft Technology Academy ist eine im Jahr 1991 unter dem Namen ADT College gegründete, allgemeinbildende Sekundarstufenschule im Londoner Stadtteil Putney für Schüler der Klassenstufen 7 bis 13. Im Jahr 2007 ist die Schule in Ashcroft Technology Academy umbenannt worden. Namensgeber ist der britische Ökonom und Politiker Michael Ashcroft, der auch schon Gründungssponsor des ADT College war.
Gegründet wurde die Schule in der Schulform City Technology College, inzwischen ist sie jedoch wie viele der noch relativ jungen CTCs in die sehr ähnliche Organisationsform der Technology Academy übergegangen. In dieser wie in der alten Schulform finanzieren Wirtschaftsunternehmen (in diesem Fall ursprünglich der Elektronik- und Sicherheitskonzern ADT) einen Teil der Schulhaushalts und dürfen dafür aktiv an der Schulpolitik mitwirken.
Das Fächerangebot umfasst zusätzlich zum nationalen Curriculum die Fächer Wirtschaft (Business/Technology), Informatik (Information Technology) und anfangs auch ein erweitertes Fremdsprachenangebot. Der Unterrichtsablauf und die Schulphilosophie sind sehr stark am Erwerbs- und Geschäftsleben orientiert. Trotz einer starken Leistungsorientierung ist die Ashcroft Technology Academy eine integrative Gesamtschule, die bei einem ständig hohen Bewerberüberhang feste Aufnahmequoten nach Geschlecht sowie sozialer und ethnischer Herkunft und einen festen Anteil an Schülern mit sonderpädagogischen Bedürfnissen ('special needs') berücksichtigt.